# Església de Nakipari
L'església de Nakipari o església de Sant Jordi de Nakipari (en georgià: ნაკიფარის წმინდა გიორგის სახელობის ეკლესია), i també coneguda localment com a Jgrag (ჯგრაგ), és una església medieval situada al municipi de Mestia, a la regió de Samegrelo-Zemo Svaneti, Geòrgia. L'àrea és part de la regió històrica i cultural de les terres altes d'Alta Svanetia. La designació Jgrag deriva del nom de sant Jordi a l'idioma local svanetià. És una església de saló, adornada amb frescs pintats per Tevdore el 1130. Està inscrita en la llista de Monuments Culturals destacats de Geòrgia.
L'església s'alça sobre un pujol, envoltada pel cementiri del llogaret de Nakipari, part de la unitat territorial d'Ipari, del municipi de Mestia, a uns 1.700 metres sobre el nivell de la mar. L'església de Nakipari i el cementiri estan embolcallats per un mur de pedra ara mig arruïnat. Es desconeix la data exacta en la qual es va construir; està datada estilísticament dels segles x o xi.

## Descripció
L'església està construïda amb blocs de pedra calcària. És una església de saló, de planta rectangular, amb un absis semicircular inscrit a l'est. Recolza en un basament d'un sol graó. Les seves parets acaben amb simples cornises de perfil fetes de petites lloses de pedra picada. La nau està coberta amb un alt sostre de dos aiguavessos; una estoa unida a les façanes sud i oest està coberta amb sostres inclinats. L'església s'allarga per l'eix est-oest. Té dues portes, a l'oest i sud. La façana est és un tret característic de l'església. Està realitzada amb una arcada tripartida decorativa emmarcada per enormes pilastres que es projecten, frescs i escultures zoomorfes en relleu. Les parets exteriors amb frescs de Nakipari es troben entre les primeres de Svanètia i les escultures de les façanes són inusuals per a l'arquitectura de la regió.

## Frescs

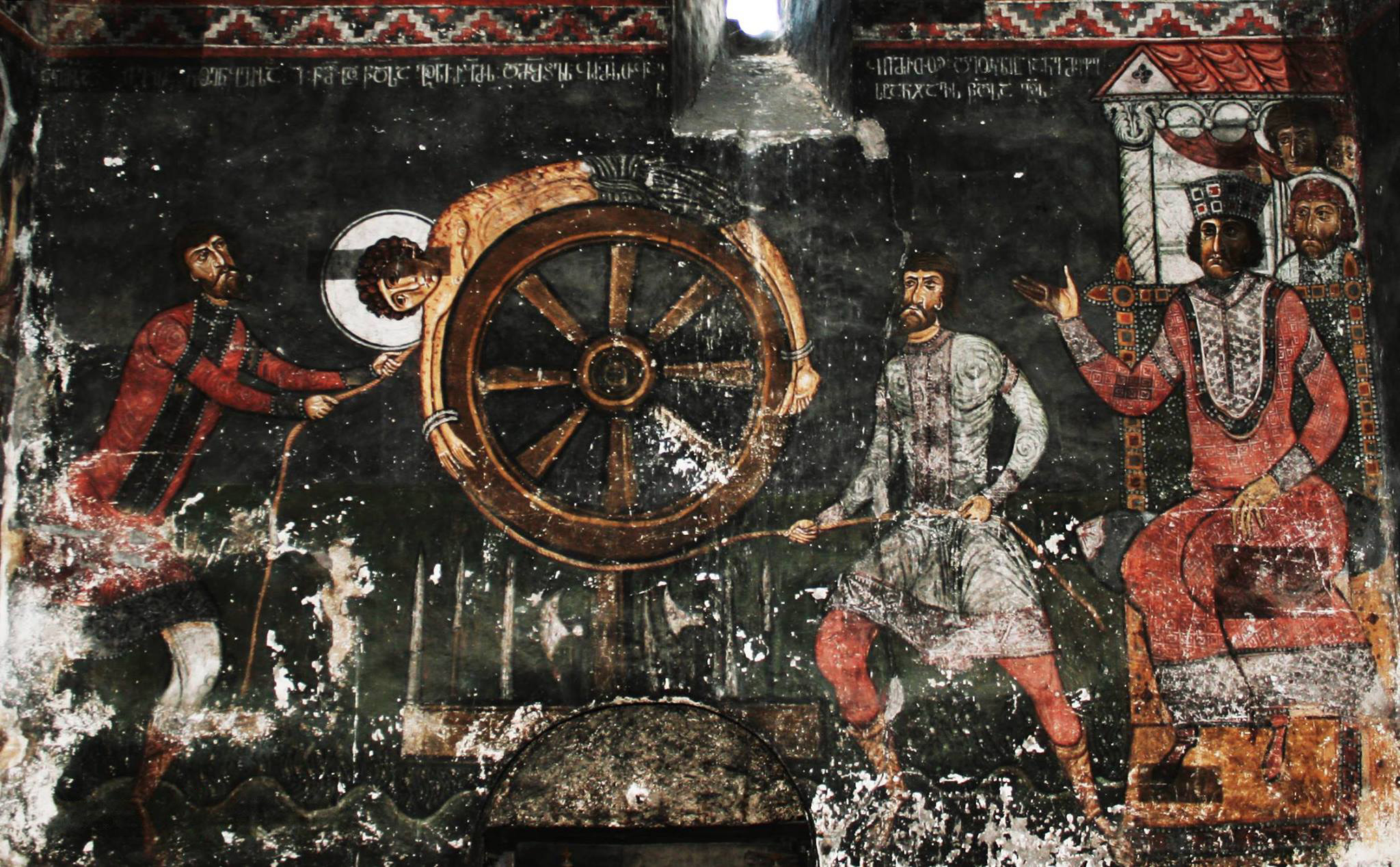
Martiri de Sant Jordi, un fresc de Nakipari

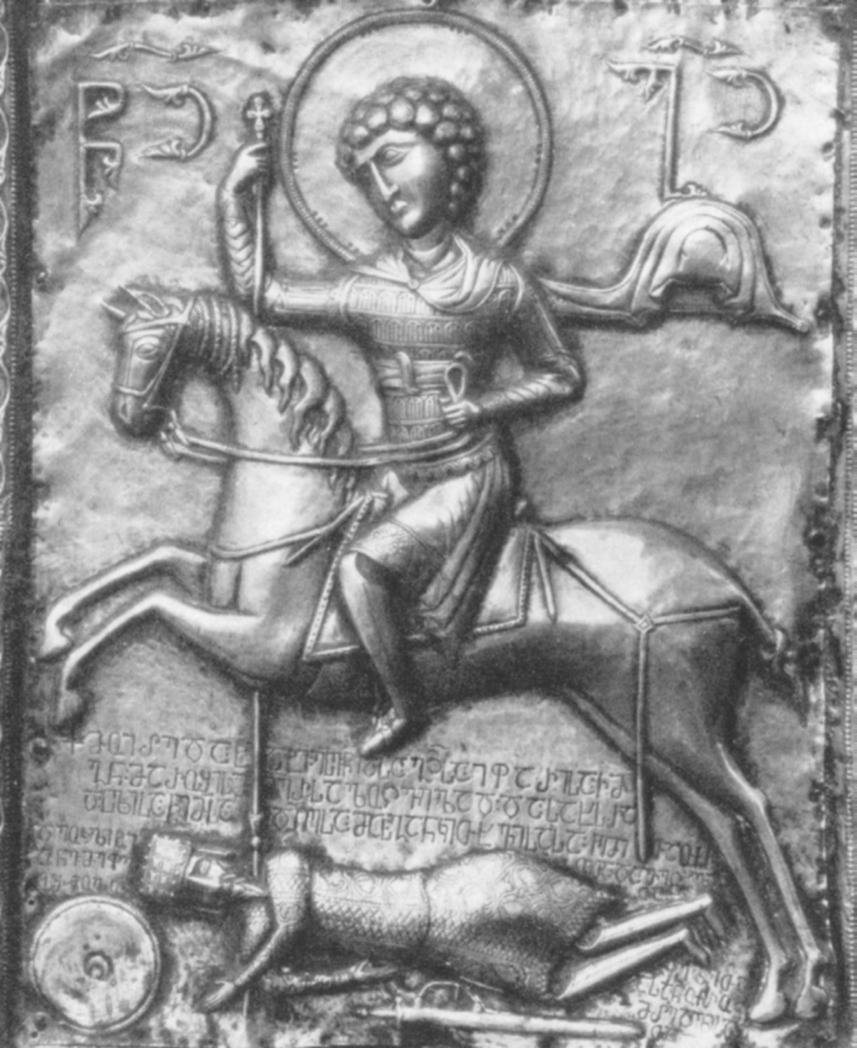
Icona de plata repussada de sant Jordi d'Ipari

L'interior està àmpliament decorat amb frescs, amb inscripcions explicatives que els acompanyen. Segons una inscripció georgiana asomtavruli en una cornisa de l'iconòstasi, les pintures van ser encarregades per la noblesa local (aznauri) a Tevdore, «un pintor reial», el 1130. Nakipari és l'última església inqüestionablement pintada, després de l'església dels Arcàngels d'Iprari i la de Lagurka, per Tevdore; els murals de Tsvirmi se li atribueixen condicionalment per consideracions estilístiques.
El programa iconogràfic està dominat per representacions del sant titular de l'església, Jordi. L'absis de l'altar conté un conjunt de frescs en dos registres. L'àrea central porta tradicionalment la Diesi amb el Crist assegut, flanquejat per Maria i Joan Baptista, amb àngels al fons. El registre inferior conté els Apòstols i els Pares de l'Església.
El registre superior a la paret nord està adornat amb el Descens de Crist a l'Infern i el Baptisme, mentre que el registre inferior conté dos sants guerrers, un enfront de l'altre: Jordi transfigurant Dioclecià prostrat i Teodor llançant una serp. A la paret sud, les dues escenes superiors representen la Pentecosta i la Crucifixió i el registre inferior està ocupat per tres escenes del martiri de Jordi.
L'església conserva una icona de plata repussada del segle xi de sant Jordi d'Ipari, que mostra al sant eqüestre assassinant Dioclecià. Segons una inscripció adjunta, va ser comissionat per un cert Marushan a un orfebre anomenat Asan.